# 八條宮尚仁親王
八條宮尚仁親王（はちじょうのみや なおひとしんのう、寬文11年十一月初九（1671年12月10日） - 元祿2年八月初六（1689年9月19日）），為日本江戶時代中期的皇族，八條宮（桂宮）第5代，後西天皇第八皇子。生母是僧人智秀之母六條局藤原定子。幼稱員宮（かねのみや）。
延寶3年（1675年）長仁親王遺言以尚仁親王繼嗣八條宮家，貞享元年（1684年）11月接受親王宣下，命名為尚仁。貞享3年（1686年）3月元服，任彈正尹。元祿2年八月六日（1689年）去世，年19歲，法號無量光院。
| 前任： 長仁親王 | 八條宮家第5代當主 1684年11月—1689年9月19日 | 繼任： 作宮 |